# Filip Žički
Filip Žički je bil menih oz. kartuzijan in nabožni pesnik, ki je v začetku 14. stol. bival v Žički kartuziji.
Tam se je lotil prepesnitve epa o Marijinem življenju v nemški jezik. 

## Življenje
Filip, po rodu morda iz Srednjega Frankovskega, je živel v prvi polovici 14. stoletja v žički kartuziji. V nemškem jeziku je zložil 10.133 verzov obsegajočo pesnitev o Marijinem življenju, uporabljajoč starejše latinske pesnitve z isto vsebino, in je svoje delo posvetil neki hiši nemškega viteškega reda (najbrž velikonedeljski). Filipovo pesnitev je poslovenil Matija Zemljič: »Kartuzijanskega brata Filipa Marijino življenje« (Maribor, 1904).
Filip Žički je živel v drugi polovici 13.stoletja in prvi polovici 14.stoletja. Pomembnost v nemški srednjeveški študiji je pridobil zaradi svojega speva o Marijinem življenju, katerega je napisal leta 1300 v Žički Kartuziji. Tako njegovo ime, kakor tudi kraj njegovega dela nam je znano iz njegovega samopoimenovanja v epilogu.  
Kot pri večini srednjeveških pesnikov tudi pri Filipu Žičkemu nam njegov izvor in rojstni datum ni znan. Vendar pa ustanovna listina generalnega kapitlja kartuzijanskega samostana Mauerbach pri Dunaju med pokojnimi iz leta 1345/46 beleži Domus Philippus, monachus domus Vallis Omnium Sanctorium, qui habet Tricenarium (per totum ordinem). Čeprav ni gotovosti, da je pokojni Filip Žički, obstaja več znakov, ki podpirajo to trditev. Žički samostan je bil ustanovljen leta 1316 in v njem je živelo sedem žičkih menihov, tako, da je verjetnost visoka, da je bil tudi brat Filip med njimi. Beseda Monarchus tudi kaže na to, da je brat Filip pripadal višjemu činu v kartuziji in je bil duhovnik oziroma kanonik. Zadnji del qui habet Tricenarium kaže na izjemno uspešnost in nadarjenost brata Filipa Žičkega.

## Vita Mariae et salvatoris metrica
Prve omembe latinskega epa srečamo pri srednjeveških nemških pesnikih, katerim je ta ep predstavljal predlogo za njihove pesnitve epa o Marijinem življenju. Avtor epa je neznan. Nekateri avtorji so snov jemali neposredno iz apokrifov, medtem ko so drugi posegli po pesniških predlogah, zatorej veljajo nekatera dela za gole prevode. V srednjem veku je bil ta ep izjemno bran, zato se vrstijo tudi številne njegove prepesnitve od 13. do 15. stoletja. Najverjeten čas nastanka epa je prva polovica 13. stoletja. 

## Filipova pesnitev o Marijinem življenju
Filip Žički je prepesnil latinski, 1033 verzov obsegajoči ep Vita Mariae et salvatoris metrica. Snov je črpal iz del grških, latinskih in barbarskih piscev. Filipova predloga obsega 4 knjige in je delo neznanega avtorja, kateri je svoje delo napisal z namenom, da širi slavo Marije in njenega sina. Doslej je bilo ugotovljeno število prepisov tega epa 98, med katerimi je Filipov prevod v nemški jezik eden izmed najkvalitetnejših. Ta velja tudi za prepesnitev, katera je ponekod prekosila svojo predlogo. Filip je uporabil lastno stilno in kompozicijsko tehniko, veliko prepisov je skrajšal in opustil nepotrebne opise in tako je delo pridobilo na preprostosti in razumljivosti. Iz spodaj navedenega verza izvemo, da je Filip pesnil v Žički kartuziji:
Bruoder Philipp bin ich genant,

Gott ist mir leider unerkant.

In dem oerden von Chrathus

Geschrieben han ich in dem huas

Ze Seitz ditz selbe bvechelin. 
Prepis latinskega epa iz 15. stol. hrani Škofijski arhiv v Mariboru.